# Болгарский, Борис Владимирович
Бори́с Влади́мирович Болга́рский (1892—1980) ― советский математик-методист, доктор педагогических наук, профессор. Известен как историк математического образования.

## Биография
Родился 24 июля (5 августа) 1892 года в Казани.
В 1917 году окончил физико-математический факультет Казанского университета. В 1918 году работает заведующим и учителем математики в высшем начальном училище села Чистюнька Алтайской области.
С 1920 года преподает математику в школе-интернате имени Луначарского в Казани. В 1932 году начинает преподавать в Казанском педагогическом институте. В 1956 году защитил докторскую диссертацию по теме «Казанская школа математического образования (В характеристиках её главнейших деятелей)». В 1957 году был избран профессором кафедры математического анализа.
Умер 3 апреля 1980 года в Казани.

## Вклад в науку
Изучал историю преподавания математики в казанских школах. Исследовал методики преподавания математики, предложил ввести элементы историзма на уроках математики.

## Сочинения
- Идеи Н. И. Лобачевского в области методики математики. «Математика в школе», 1952, № 2
- Деятельность И. Н. Ульянова в области методики математики. «Математика в школе», 1954, № 1
- Б. В. Болгарский, «Математика в школе» , 1980, № 4.
- Болгарский Б. В. Мои воспоминания о профессоре Иване Козьмиче Андронове. — 2009‍[2]